# Morosaglia
Morosaglia (korziško Merusaglia) je naselje in občina v francoskem departmaju Haute-Corse regije - otoka Korzika. Leta 1999 je naselje imelo 1.008 prebivalcev.

## Geografija
Občina, sestavljena iz devetnajstih zaselkov, leži v severnem delu otoka Korzike 53 km jugozahodno od središča Bastie.

## Uprava
Morosaglia je sedež kantona Castifao-Morosaglia, v katerega so poleg njegove vključene še občine Asco, Bisinchi, Castello-di-Rostino, Castifao, Castineta, Gavignano, Moltifao, Saliceto in Valle-di-Rostino z 2.531 prebivalci.
Kanton Castifao-Morosaglia je sestavni del okrožja Corte.

## Zanimivosti
- zaselek Convento / U Conventu, frančiškanski samostan, župnijska cerkev sv. Frančiška,
- zaselek Ponte Leccia z mostom čez reko Golo / Golu iz časa genovske okupacije,
- zaselek Stretta, rojstna hiša - muzej korziškega domoljuba Pasquala Paolija.

## Osebnosti
- Pasquale Paoli, korziški domoljub (1725-1807);